# Зобач Григорій Григорович
Зобач Григорій Григорович (нар. 23 квітня 1922 — пом. 9 вересня 1976) — радянський розвідник часів  Другої світової війни. Колишній агент німецької розвідки, згодом — радянський розвідник, активний учасник операцій «Монастир», «Кур'єри», «Березино». Псевдоніми —  Зюбин, Злобін, Кондратьєв, позивний — «Сатурн».

## Біографія
Народився у 1922 році в місті Шліссельбург. Батько був розстріляний перед війною за вироком особливої трійки НКВС СРСР, як ворог народу. У 1941 році закінчив Білоруський технікум фізичної культури (Вищу школу тренерів). До війни працював інструктором фізкультури в місті Борисові.
У липні 1941 року призваний до Червоної Армії, але через швидкий наступ німців не встиг дістатися з військкомату до частини, потрапив у полон. У квітні 1942 року завербований співробітниками Абверу для шпигунської роботи проти СРСР. Закінчив Катинську розвідшколу. 7 жовтня 1942 року був закинутий у район Калінінської області із завданням на осідання та проведення розвідувальної роботи в Москві з документами на ім'я Григорія Григоровича Кондратьєва, сержанта держбезпеки, оперуповноваженого особливого відділу дивізії 34-ї армії. Був затриманий радянською контррозвідкою і дав згоду працювати проти німців. За успішну роботу звільнений з-під варти. 12 січня 1943 року «за вірну службу Рейху» німці нагородили Зобача Залізним Хрестом 2-го класу.
Влітку 1943 року Зобач, включений в операцію колишніх німецьких розвідників, повідомив пропозиції щодо активації роботи з німецькою розвідкою М. Б. Маклярському, начальнику 3-го відділу 4-го управління НКВС.

«Михайле Борисовичу, я Вас дуже прошу, візьміть до уваги мій план подальшої роботи. Я вважаю, що якщо ми й надалі будемо так працювати з німцями, то ми набриднемо їм проханнями про запит кур'єрів або одноманітними зведеннями, які їм теж набриднуть… Ви мені повернули життя, Ви мене нагородили. З якими очима я зараз можу дивитися на таку малорезультативну роботу. У мене зараз одне бажання — якомога швидше добити гітлерівських бандитів, до того ж я зараз маю всі можливості. Вони мені вірять, вони нічого не підозрюють. Їм нічого не відомо, і тому я дуже вдало виконаю будь-яке завдання, яке мені доручить наш уряд, я впевнений, якщо мені дадуть завдання, то я принесу більше користі для нашої Батьківщини за один місяць, ніж за ці дев'ять.
… Я вважаю, що краще всього, якщо по приході кур'єра, якого вони обіцяють, ми не повідомимо їм, що він прийшов, а ще зв'язки три або чотири поштурмуємо їх, що вони нас обдурили, що до нас ніхто не приходить, дамо їм іншу адресу, щоб вони терміново вислали нам документи і все, що ми просили, тому що якщо вони дійсно послали кур'єра і ми їм про це напишемо, то в разі його провалу попадеться і Сергій Захарович. Тому ми адресу про всяк випадок змінили і чекаємо не більше як днів десять. Вони вишлють ще, але ми їм теж не повідомимо, і після цього всього я через місяць чи скільки завгодно часу повинен перейти до них і з усією образою обрушитися на них за те, що нам обіцяли прислати документи і все, що ми просили, а не прислали, тільки обдурили… Вони мені як і раніше все довірять, почнуть мене посилено готувати з розвідки, щоб добували ті відомості, які їм потрібні, а не ці, що ми давали, дадуть обрати мені яких тільки захочу найкращих двох розвідників і можуть дати ще одну групу москвичів, якщо я погоджуся влаштувати їх у Москві. Грошей я візьму скільки захочу і що захочу, і не пізніше як через місяць вони нас викинуть в Москву для подальшої роботи…
Михайле Борисовичу, я Вас і всіх, від кого залежить, прошу, дуже прошу, нехай мені дозволять це зробити, мені дуже соромно жити, їсти і давати цю незначну користь, я любитель живої роботи і цінної, щоб зробити, так зробити, а особливо у мене бажання з'явилося після повернення мені життя і нагороди, переді мною зараз одна задача — або груди в орденах, або голова в кущах, а не така, ледве жива, робота, — особливо в період, коли тисячі людей, борючись з німецькими варварами, кладуть свої голови, а я сиджу, нічого не роблю і від'їдаюся. Ні, я не хочу цього. Я не бажаю під час такої війни бути і жити як на курорті, дайте можливість працювати і приносити більше користі і допомогти нашій доблесній Червоній Армії швидше добити цих псів, що ввірвалися. Я Вас дуже і дуже прошу, дайте мені ці можливості».

План радіогра з противником був прийнятий. Легендована організація в лінії Зобач почала працювати. За поданням НКДБ СРСР за зразкове виконання спеціальних завдань нагороджений медаллю «За відвагу».
В операції «Березино» разом з Рудольфом Абелем входив до складу легендованої німецької частини, що нібито потрапила в оточення.
Після війни був зісланий на вільне поселення і до 1962 року проживав в м. Норильську Красноярського краю. Будучи викладачем фізкультури в Норильському металургійному технікумі, познайомився зі своєю майбутньою дружиною.
У 1962 році півроку прожив з сім'єю в Москві у М. Б. Маклярського, потім переїхав в селище імені Морозова Всеволожського району Ленінградської області.
Помер 9 вересня 1976 року.

## Сім'я
- Дружина — Зоя Терентіївна Зобач (до шлюбу Шестакова).
- Дочка — Людмила (1947 — 1965), загинула внаслідок нещасного випадку.
- Син — Георгій (1954 р.н.) — президент Європейської спілки силової атлетики та Міжрегіональної організації пауерліфтингу в Санкт-Петербурзі і Ленінградській області.

## Нагороди
- Медаль «За відвагу»;
- Медаль «За перемогу над Німеччиною»;
- Медаль «20 років перемоги у Великій Вітчизняній війні 1941—1945 рр.»;
- Медаль «30 років перемоги у Великій Вітчизняній війні 1941—1945 рр.»;
- Медаль «50 років Збройних Сил СРСР»;
- Знак МО СРСР «25 років Перемоги у Великій Вітчизняній війні»;
- Залізний хрест 2-го класу.